# Tham mưu trưởng Bộ đội Biên phòng Việt Nam
Tham mưu trưởng Bộ đội Biên phòng thường gọi tắt là Tham mưu trưởng Biên phòng là sĩ quan cao cấp của Bộ Tư lệnh Bộ đội Biên phòng và là một thành viên trong Bộ Tổng tham mưu Quân đội nhân dân Việt Nam. Tham mưu trưởng Biên phòng báo cáo trực tiếp với Tư lệnh Bộ đội Biên phòng Việt Nam về tất cả những vấn đề liên quan đến biên giới, bờ biển, hải đảo, biển và các cửa khẩu trong đó có việc chỉ huy, sử dụng nguồn lực và hoạt động hữu hiệu của lực lượng biên phòng.
Tham mưu trưởng Bộ đội Biên phòng Việt Nam là cố vấn chính của Chủ tịch nước Cộng hòa xã hội chủ nghĩa Việt Nam, Bộ trưởng Quốc phòng và Tư lệnh Bộ đội Biên phòng Việt Nam về những hoạt động chiến tranh biên giới, hải đảo, bờ biển và các cửa khẩu. Tham mưu trưởng Biên phòng Việt Nam do Bộ trưởng Quốc phòng bổ nhiệm.

## Điều kiện
- Là công dân Việt Nam
- Ít nhất là 35 tuổi
- Ít nhất phải tốt nghiệp Đại học trở lên và có quân hàm Thiếu tướng
- Được Bộ trưởng Quốc phòng bổ nhiệm giữ chức Tham mưu trưởng Bộ Tư lệnh Bộ đội Biên phòng Việt Nam.

## Tổ chức văn phòng Tham mưu trưởng Bộ Tư lệnh Bộ đội Biên phòng Việt Nam
Văn phòng Tham mưu trưởng Bộ đội Biên phòng gồm có Tham mưu trưởng, các Phó Tham mưu trưởng, Tham mưu trưởng các Bộ Chỉ huy Biên phòng, các Phó Tham mưu trưởng các Bộ Chỉ huy Biên phòng, các Trợ lý và các thành viên khác của Bộ đội Biên phòng Việt Nam.

## Tham mưu trưởng qua các thời kỳ
| Trịnh Trân (1928 - 2006) |

| Tháng 5/1974, ông được bổ nhiệm Quyền Cục trưởng Cục Tham mưu và đến tháng 5/1975, ông được trên bổ nhiệm chức Cục trưởng Cục Tham mưu Bộ Tư lệnh Công an nhân dân vũ trang. Tháng 7/1980, ông được bổ nhiệm chức Phó Tư lệnh kiêm Tham mưu trưởng Bộ đội Biên phòng |

| Tư lệnh Bộ đội Biên phòng (2005-2007) |

| Tư lệnh Bộ đội Biên phòng (2008-2012) |